# Cetonurus
Cetonurus és un gènere de peixos actinopterigis de la família dels macrúrids i de l'ordre dels gadiformes.

## Taxonomia
- Cetonurus crassiceps (Günther, 1878)
- Cetonurus globiceps (Vaillant, 1884)[2][3][4][5][6][7][8][9]